# ماريون فاغنر
ماريون فاغنر (بالألمانية: Marion Wagner)‏ (و. 1978  م) هي منافسة ألعاب القوى، وعداءة سريعة ألمانية، ولدت في ماينتس، شاركت في الألعاب الأولمبية الصيفية 2008، والألعاب الأولمبية الصيفية 2004، والألعاب الأولمبية الصيفية 2000.

## روابط خارجية
- ماريون فاغنر على موقع الاتحاد الدولي لألعاب القوى (الإنجليزية)
- ماريون فاغنر على موقع الدوري الماسي (الإنجليزية)
- ماريون فاغنر على موقع أوليمبيديا (الإنجليزية)
- ماريون فاغنر على موقع اللجنة الأولمبية الألمانية (الألمانية)